# 名古屋市立中小田井小学校
名古屋市立中小田井小学校（なごやしりつ なかおたいしょうがっこう）は、愛知県名古屋市西区中小田井二丁目の公立小学校。

## 歴史

### 沿革
- 1978年（昭和53年）
  - 4月1日 - 創立[1]。
  - 6月 - 校章制定[WEB 3]
- 1985年（昭和60年）10月 - 校歌制定[WEB 3]。
- 2008年（平成20年）4月 - トワイライトスクールおよび特別支援学級（知的障害）として「みどり」学級が設置される[WEB 3]。
- 2009年（平成21年）4月 - 通級指導教室（発達障害）として「あおぞら」を設置[WEB 3]。
- 2010年（平成22年）4月 - 特別支援学級（自閉症・情緒障害）として「みどり2」設置[WEB 3]。

### 児童数の変遷
『愛知県小中学校誌』（1998年）によると、児童数の変遷は以下の通りである。
| 1978年（昭和53年） | 667人 |  |
| 1987年（昭和62年） | 551人 |  |
| 1997年（平成9年）  | 455人 |  |

## 通学区域
所管する名古屋市教育委員会は、2019（令和元年）9月1日現在、西区のうち、あし原町・こも原町・中小田井一丁目・中小田井二丁目・中小田井三丁目・中小田井四丁目・中小田井五丁目の全域を通学区域として指定している。
また、卒業後の進学先は名古屋市立山田中学校となっている。

## アクセス
- 名古屋市営バス「小田井野田」停留所下車[WEB 2]

### WEB
1. ↑  “教育方針”.   名古屋市立中小田井小学校. 2020年3月15日閲覧。
2. 1 2  名古屋市教育委員会事務局総務部企画経理課企画統計係 (2018年9月18日). “西区の小・中学校一覧”.   名古屋市. 2020年3月15日閲覧。
3. 1 2 3 4 5  “学校の沿革”.   名古屋市立中小田井小学校. 2020年3月15日閲覧。
4. ↑  名古屋市教育委員会事務局総務部教育環境計画室計画係 (2019年9月1日). “名古屋市立小・中学校の通学区域一覧（西区）” (PDF).   名古屋市. 2020年3月15日閲覧。
5. ↑  名古屋市教育委員会事務局総務部教育環境計画室計画係 (2017年4月1日). “名古屋市立中学校区一覧（小→中）” (PDF).   名古屋市. 2018年11月14日閲覧。

### 書籍
1. 1 2 3  六三制教育五十周年記念愛知県小中学校誌編集委員会 1998, p. 303.